# 黒竜江大学
黒龍江大学（こくりゅうこうだいがく、英語: Heilongjiang University、英文略称：HLJU）は、黒龍江省ハルビン市南崗区に本部を置く中華人民共和国の国立大学。1941年創立、1958年大学設置。

## 概要
1941年に延安で設立された抗日軍政大学の第三分校ロシア語分隊を起源とし、中華人民共和国の教育部と国家国防科技工業局が共同運営する国立総合大学である。学生数は本科約27,000人、修士課程約6,800人、博士課程約600人。専任教員数は約1,700人。キャンパスの広さは1.81平方キロメートルである。
中国卓越法律人材教育育成計画、中西部高等学校基礎能力構築プロジェクト、特色重点学科プロジェクト、国家による高水準大学派遣研究生プロジェクト、中国政府奨学金留学生受け入れ校、全国深化イノベーション・起業教育改革示範大学、教育部来華留学示範基地に選出されている。また、世界翻訳教育連盟（World Interpreter and Translator Training Association, WITTA）、中俄新聞教育大學連盟、中俄総合大學連盟、上海協力機構大學、一帯一路智庫協力連盟のメンバーでもある。
ロシアとの関係の深い黒竜江省に所在することを生かし、ロシアとの学術交流に力を入れている。ロシア政府が設置するロシア語センターも置かれている。また、満州語の研究も行われている。

## 沿革
- 1941年 - 中国共産党によって延安人民抗日軍政大学第三分校として延安に設立される[1]。
- 1944年 - 延安外国語学校に改称[1]。
- 1948年 - 延安からハルビンに移転し、ハルビン外国語専門学校に改称。設置者は東北人民解放軍となる[1]。
- 1956年 - ハルビン外国語学院に改称[1]。
- 1958年 - 改組され、黒竜江大学となる[1]。
- 1972年 - ハルビン外国語専科学院を編入[1]。
- 2003年 - 中国農業科学院甜菜研究所を編入[1]。
- 2004年 - 黒竜江水利専科学校を編入[1]。

## 組織

### 学院（学部）
- 哲学学院
- 法学院
- 新聞メディア学院
- 情報管理学院
- スペイン語学院
- 数学科学学院
- 生命科学学院
- 計算機科学学院
- 水利電力学院
- 政府管理学院

- 芸術学院
- マルクス主義学院
- アジア語学院
- 物理科学・技術学院
- 機電工学学院
- データサイエンス・技術学院
- 現代農業・生態系学院（甜菜研究所）
- 国際文化教育学院
- 経済・工商管理学院
- 文学院

- 歴史文化旅行学院
- ロシア語学院
- 中露学院
- 化学化工・材料学院
- 電子工学学院
- 建築工学学院
- 応用外語学院
- 創業教育学院
- 継続教育学院

### その他
- 教育科学研究院
- 研究生院
- ロシア語言文学・文化研究センター
- 満学研究院（黒竜江省満語研究所）

## 日本における協定校
- 新潟大学[2]
- 大分大学[3]
- 札幌大学[4]
- 秋田大学
- 北陸大学
- 名桜大学
- 新潟産業大学
- 国士舘大学